# چریویل (کارولینای شمالی)
چریویل (به انگلیسی: Cherryville) شهری در ایالت کارولینای شمالی کشور ایالات متحده آمریکا است که جمعیت آن در سرشماری سال ۲۰۱۰ میلادی، ۵٬۷۶۰ نفر بوده‌است.